# مسجد القبب التسع
مسجد القبب التسع هو مسجد تاريخي في يقع في مدينة باجيرهات في بنغلاديش، تم بناء المسجد في القرن الخامس عشر الميلادي من قبل السلطة المغولية، وذلك بناء على أوامر قادمة من بابور، وأشرف على البناء في وقت لاحق من قبل همايون .

## وصلات خارجية
- موقع المسجد